# Seabórgio
O seabórgio (em homenagem a Glenn T. Seaborg) ou eka-tungstênio ou "eka-wolfrâmio" (por estar localizado abaixo do tungstênio na tabela periódica) é um elemento químico sintético, símbolo Sg, número atômico 106 (106 prótons e 106 elétrons) com massa atómica 266 u. É um metal de transição pertencente ao grupo 6 da classificação periódica dos elementos.
É um elemento radioativo, transurânico, provavelmente metálico, sólido de aspecto prateado. O elemento foi sintetizado, em 1974, por uma equipe soviética em Dubna, e por uma equipe norte-americana em Berkeley. O isótopo mais estável é o 266Sg com uma meia-vida de 21 segundos. Nenhum uso é conhecido fora do âmbito da pesquisa.

## História
O elemento 106 foi descoberto simultaneamente em dois laboratórios.
Em junho de 1974, uma equipe soviética liderada por G. N. Flerov no "Joint Institute for Nuclear Research" em Dubna relatou a produção do isótopo de seabórgio com massa 259 (meia-vida de 0.48 segundos) bombardeando isótopos de chumbo com íons Cr-54. Em setembro de 1974, uma equipe norte-americana liderada por Albert Ghiorso no "Lawrence Radiation Laboratory" da Universidade da Califórnia, Berkeley, relatou a criação de um isótopo de massa 263 (meia-vida de 1 segundo) bombardeando isótopos de Cf-249 com íons de O-18.
Os americanos sugeriram para o elemento o nome "seabórgio", em homenagem ao químico e físico norte-americano Glenn T. Seaborg. Criou-se uma controvérsia porque o homenageado ainda era vivo. A IUPAC resolveu adotar o nome temporário "unnilhexium" (símbolo Unh).
Um comitê internacional decidiu, em 1992, que os laboratórios de Berkely e Dubna levariam o crédito da descoberta.
Em 1994 a IUPAC recomendou para o elemento 106 o nome Rutherfórdio adotando a regra que nenhum elemento pode ser nomeado em homenagem a uma pessoa viva. Esta regra foi ferozmente criticada pela "American Chemical Society", alegando que um precedente já tinha ocorrido quando foi nomeado um elemento de einstênio em homenagem a Albert Einstein enquanto vivo. Em 1997, como parte de um acordo que envolveu os elementos 104 e 108, o nome "seabórgio", símbolo "Sg", foi reconhecido internacionalmente.

## Isótopos
11 isótopos de seabórgio são conhecidos, sendo o de mais longa vida o isótopo 269Sg, cujo modo de decaimento ocorre através de emissão alfa e fissão espontânea. Apresenta uma meia-vida de 22 segundos. O de vida mais curta é o isótopo 258Sg com decaimento alfa e fissão espontânea. A meia-vida deste isótopo é de apenas 2.9 milissegundos.

## Propriedades Físicas
Espera-se que o seabórguio seja um elemento sólido nas condições normais de temperatura e pressão, e assuma uma estrutura cristalina cúbica de corpo centrado, semelhante ao seu tungstênio, seu homólogo mais leve. Deverá ser um metal muito denso com uma densidade de cerca de 35,0 g/cm3, que seria a quarta maior de qualquer um dos 118 elementos conhecidos, inferior apenas à do bóhrio (37,1 g/cm3), meitnério (37,4 g/cm3) e hássio (41 g/cm3), os três elementos seguintes na tabela periódica. Em comparação, o elemento mais denso conhecido que teve a sua densidade medida, o ósmio, tem uma densidade de apenas 22,61 g/cm3. Isto resulta da elevada massa atômica do seabórguio, as contrações lantanídicas e actinídicas e os efeitos relativísticos, embora a produção de Sg suficiente para medir esta quantidade seria impraticável, sendo que a amostra decairia rapidamente.

## Propriedades Químicas
O seabórguio é o quarto membro da série 6d de metais de transição e o membro mais pesado do grupo 6 da tabela periódica, abaixo de cromo, molibdênio e tungsténio. Todos os membros do grupo formam uma diversidade de oxoânions. Os elementos desta família apresentam prontamente o seu estado de oxidação do grupo +6, embora este seja altamente oxidante no caso do cromo. Este estado se torna mais e mais estável à redução à medida que se desce pelo grupo: de fato, o tungstênio é o último dos metais de transição 5d, e todos os seus quatro electrões 5d participam na ligação metálica. Como tal, o seabórguio deve ter o estado +6 como seu estado de oxidação mais estável, tanto na fase gasosa quanto em solução aquosa, e este é o único estado de oxidação que foi atingido experimentalmente. Os estados +5 e +4 devem ser menos estáveis e o estado +3, o mais comum para o Cr, seria o menos estável para o Sg. As investigações químicas experimentais têm sido dificultadas devido à necessidade de produzir um átomo de seabórguio de cada vez, a sua meia-vida curta e a dureza necessárias, resultante das condições experimentais.
Esta estabilização do estado de oxidação mais elevado ocorre nos elementos 6d precoces devido à semelhança entre as energias dos orbitais 6d e 7s, uma vez que os orbitais 7s são relativisticamente estabilizados e os orbitais 6d são relativisticamente desestabilizados. Este efeito é tão grande no sétimo período que o átomo de Sg deverá perder elétrons 6d antes dos elétrons 7s (Sg = [Rn]5f146d47s2; Sg+ = [Rn]5f146d37s2; Sg+2 = [Rn]5f146d37s1; Sg+4 = [Rn]5f146d2; Sg+6 = [Rn]5f14). Devido à grande desestabilização dos orbitais 7s, Sg+4 devem ser ainda menos estável do que W+4 e por isso deve ser muito facilmente oxidado a Sg+6. O raio iônico previsto do íon Sg+6 hexacoordenado é de 65 pm, enquanto o raio atômico previsto do seabórguio é de 128 pm. No entanto, a estabilidade do estado de oxidação mais elevado ainda é esperado para diminuir na ordem Lr+3 > Rf+4 > Db+5 > Sg+6. Alguns potenciais padrão de redução previstos para íons de seabórguio em solução aquosa ácida são os seguintes:
| 2 SgO3 + 2 H+ + 2 e− | Sg2O5 + H2O  | E0 = −0.046 V |
| Sg2O5 + 2 H+ + 2 e−  | 2 SgO2 + H2O | E0 = +0.11 V  |
| SgO2 + 4 H+ + e−     | Sg3+ + 2 H2O | E0 = −1.34 V  |
| Sg3+ + e−            | Sg2+         | E0 = −0.11 V  |
| Sg3+ + 3 e−          | Sg           | E0 = +0.27 V  |

Seabórguio deve formar um hexafluoreto 
SgF6 muito volátil, bem como um hexacloreto moderadamente volátil 
SgCl6, um pentacloreto 
SgCl5, oxicloretos 
SgO2Cl2 e 
SgOCl4. 
SgO2Cl2 está previsto para ser o mais estável das oxicloretos de seabórguio e o oxicloreto menos volátil do grupo 6, seguindo a sequência: 
MoO2Cl2 > 
WO2Cl2 > 
SgO2Cl2.
Os compostos voláteis de seabórguio (VI), como 
SgCl6 e 
SgOCl4, são previstos para serem instáveis à decomposição para compostos de Seabórguio(V) a elevadas temperaturas, de forma análoga aos homólogos mais leves 
MoCl6 e 
MoOCl4; isso não deve acontecer com 
SgO2Cl2, devido à diferença de energia muito maior entre os orbitais moleculares mais ocupados e desocupados, apesar das forças de ligação semelhantes Sg-Cl (à semelhança do molibdênio e tungstênio). Assim, nos primeiros estudos experimentais da química do seabórgio, em 1995 e 1996, átomos de Sg foram produzidos na reação de fusão nuclear entre 248Cm (22Ne, 4n) 266Sg. Esses átomos foram feitos reagir termicamente com uma mistura 
O2/HCl. As propriedades de adsorção do oxicloreto resultante foram medidas e comparadas com as dos compostos de molibdênio e tungstênio. Os resultados indicaram que o Sg formou um oxicloreto volátil similar aos dos outros elementos do grupo 6 e confirmou a tendência decrescente da volatilidade dos oxicloretos no grupo 6:
Sg + 
O2 + 2HCl → 
SgO2Cl2 + 
H2
Em 2001, uma equipe continuou o estudo da química em fase gasosa de seabórgio fazendo reagir o elemento com 
O2 em ambiente aquoso. De forma semelhante à formação do oxicloreto, os resultados da experiência indicaram a formação de óxido-hidróxido de seabórgio, uma reação bem conhecida entre os homólogos mais leves do grupo 6, bem como o pseudo-homólogo urânio.
2Sg + 3
O2 → 2
SgO3

SgO3 + H2O → 
SgO2(OH)2
Molibdênio e tungstênio são muito semelhantes entre si e mostram diferenças importantes em relação ao cromo, e o seabórguio deverá seguir uma química muito próxima à do tungstênio e molibdênio formando uma variedade ainda maior de oxoânions, o mais simples dentre eles, sendo o seaborgato, 
SgO4−2, que se formam a partir da hidrólise rápida do íon hipotético [
Sg(H2O)6]+6, embora isso ocorreria menos facilmente do que com molibdênio e tungstênio, conforme o esperado devido ao maior tamanho do átomo de Sg. Seabórgio deve hidrolisar menos rapidamente do que o tungstênio em ácido fluorídrico a baixas concentrações, porém mais facilmente a concentrações elevadas, também formando complexos, tais como 
SgO3F- e 
SgOF5-: a formação do complexo compete com a hidrólise em ácido fluorídrico. Estas previsões têm sido amplamente confirmadas. Em experimentos realizados em 1997 e 1998, Sg foi eluído em resina de troca catiônica usando uma solução 
HNO3/HF, formando provavelmente o composto neutro 
SgO2F2 ou o íon complexo aniônico [
SgO2F3]-, em vez de 
SgO4−2. Em contraste, em 0,1 M de ácido nítrico, seabórgio não eluiu, ao contrário de molibdênio e tungstênio, o que indica que a hidrólise de [
Sg(H2O)6]+6 prossegue gerando o complexo catiónico Sg(OH)4(H2O)2+2 ou [
SgO(OH)3(H2O)2]+, enquanto que a do molibdénio e tungsténio prossegue para o complexo neutro [
MO2(OH)2)].
O único outro estado de oxidação conhecido para o Sg diferente do +6 é o estado de oxidação zero. Da mesma forma que os seus três congêneres mais leves, que formam carbonilas metálicas tais como hexacarbonilo de cromo (
Cr(CO)6), hexacarbonilo de molibdênio (
Mo(CO)6) e hexacarbonilo de tungstênio (
W(CO)6), em 2014 foi mostrado que o seabórguio também forma um complexo carbonílico, hexacarbonilo de seabórguio, 
Sg(CO)6. Tal como os seus homólogos de molibdênio e tungstênio, o hexacarbonilo de seabórguio é um composto volátil que reage rapidamente com o dióxido de silício.